# Parrocchia di Saint John (Grenada)
La parrocchia di Saint John si trova nella parte occidentale dell'isola di Grenada.

## Principali centri abitati
- Gouyave (capoluogo)
- Grand Roy